# Embalse de Zeya
El embalse de Zeya (en ruso, Зе́йское водохрани́лище, Zeyskoye vodojranilishche) es un gran embalse en el óblast de Amur, Rusia, al norte de la frontera con China. Se encuentra en el río Zeya. Se mantiene con una profundidad regulada de 93 m. Construido en 1972, es la más grande central hidroeléctrica en Siberia oriental. El embalse comienza desde una presa situada en la ciudad de Zeya, llena un estrecho valle de 40 km y luego se extiende en un gran lago.  La línea principal del ferrocarril Baikal-Amur recorre la orilla septentrional donde hay un puente de 1.100 metros.